# The Craving
The Craving jedyny wydany album amerykańskiej grupy MD.45, która była pobocznym projektem frontmana i gitarzysty Megadeth Dave'a Mustaine'a, gitarzysty i wokalisty Fear Lee Vinga, basisty Electric Love Hogs Kelly'ego LeMieux oraz byłego perkusisty Suicidal Tendencies Jimmy'ego DeGrasso. Album został wydany w dwóch wersjach: oryginalna z wokalem Vinga ukazała się 23 lipca 1996 roku nakładem Slab Records, natomiast zremasterowana z wokalem Mustaine'a miała swoją premierę w 2004 roku i została wydana przez Capitol Records. Mustaine opisał ten album (za pośrednictwem wkładki do zremasterowanego wydania) jako "punk metalowe nagranie, bez upiększeń."

## Lista utworów
| 1.  | "Hell's Motel" (Mustaine, Ving - Mustaine)                            | 4:41  |
|     |                                                                       |       |
| 2.  | "Day the Music Died" (Mustaine - Mustaine)                            | 4:37  |
|     |                                                                       |       |
| 3.  | "Fight Hate" (Ving - Mustaine)                                        | 2:50  |
|     |                                                                       |       |
| 4.  | "Designer Behavior" (Mustaine - Mustaine)                             | 3:34  |
|     |                                                                       |       |
| 5.  | "The Creed" (Mustaine - Mustaine)                                     | 5:00  |
|     |                                                                       |       |
| 6.  | "My Town" (Mustaine, Ving - Mustaine)                                 | 3:07  |
|     |                                                                       |       |
| 7.  | "Voices" (Mustaine, Ving - Mustaine)                                  | 3:36  |
|     |                                                                       |       |
| 8.  | "Nothing Is Something" (Mustaine - Mustaine, Ving, LeMieux, DeGrasso) | 3:52  |
|     |                                                                       |       |
| 9.  | "Hearts Will Bleed" (Ving - Mustaine)                                 | 3:24  |
|     |                                                                       |       |
| 10. | "No Pain" (Ving - Mustaine)                                           | 2:51  |
|     |                                                                       |       |
| 11. | "Roadman" (Ving - Mustaine)                                           | 3:08  |
|     | 2004 bonus tracks                                                     |       |
| 12. | "Chutney" (Mustaine - Mustaine)                                       | 4:22  |
|     |                                                                       |       |
| 13. | "Segue" (Mustaine)                                                    | 1:24  |
|     |                                                                       |       |
| 14. | "The Creed" (demo Megadeth) (Mustaine - Mustaine)                     | 5:20  |
|     |                                                                       |       |
|     |                                                                       | 51:46 |
|     |                                                                       |       |

## Twórcy
| Wydanie oryginalne - Lee Ving – wokal prowadzący, harmonijka ustna - Dave Mustaine – gitara - Kelly LeMieux – gitara basowa - Jimmy DeGrasso – perskusja | Wydanie zremasterowane - Dave Mustaine – wokal prowadzący, gitara - Kelly LeMieux – gitara basowa - Jimmy DeGrasso – perkusja Megadeth (występ w utworze "The Creed" (Megadeth Demo)) - Dave Mustaine – wokal prowadzący, gitara - Marty Friedman – gitara - Dave Ellefson – gitara basowa - Nick Menza – perkusja |

| Produkcja wersji oryginalnej - producent muzyczny - Dave Mustaine - nagrywanie - Billy Moss, pomoc - Aaron Carey - miksowanie oraz nagrywanie wokali - Max Norman i Dave Mustaine, pomoc - Mike Tacci i Laurence Jacobson - mastering - Wally Traugott | Produkcja wersji zremasterowanej - producent muzyczny - Dave Mustaine - miksowanie - Ralph Patlan i Dave Mustaine - projektowanie - Ralph Patlan, pomoc - Lance Dean - edycja - Lance Dean i Scott "Sarge" Harrison, pomoc - Bo Caldwell i Dave McRobb - mastering - Tom Baker |